# Pachycereus pringlei
Pachycereus pringlei é uma espécie de cactos nativa do noroeste do México nos estados de Baja California, Baja California Sur, e Sonora.
É a espécie de cacto mais alto do mundo, tendo sido registrado o recorde de 19,2 metros (Salak 2000), e um caule robusto medindo acima de um metro de diâmetro, comportando diversas ramificações. No geral é parecido com o famoso Saguaro, Carnegiea gigantea, que é o segundo mais alto, mas diferencia-se pela menor quantidade de costelas nos caules, por ser mais ramificado perto da base do caule e pela localização de suas flores.
Ainda existem grandes colônias desta espécie, mas muitos têm sido destruidas conforme os campos são limpos para a agricultura em Sonora.
As frutas desta espécie eram importantes fontes de alimento para o povo Seri de Sonora.
O nome desta espécie é uma homenagem a Cyrus Pringle.

## Galeria de fotos

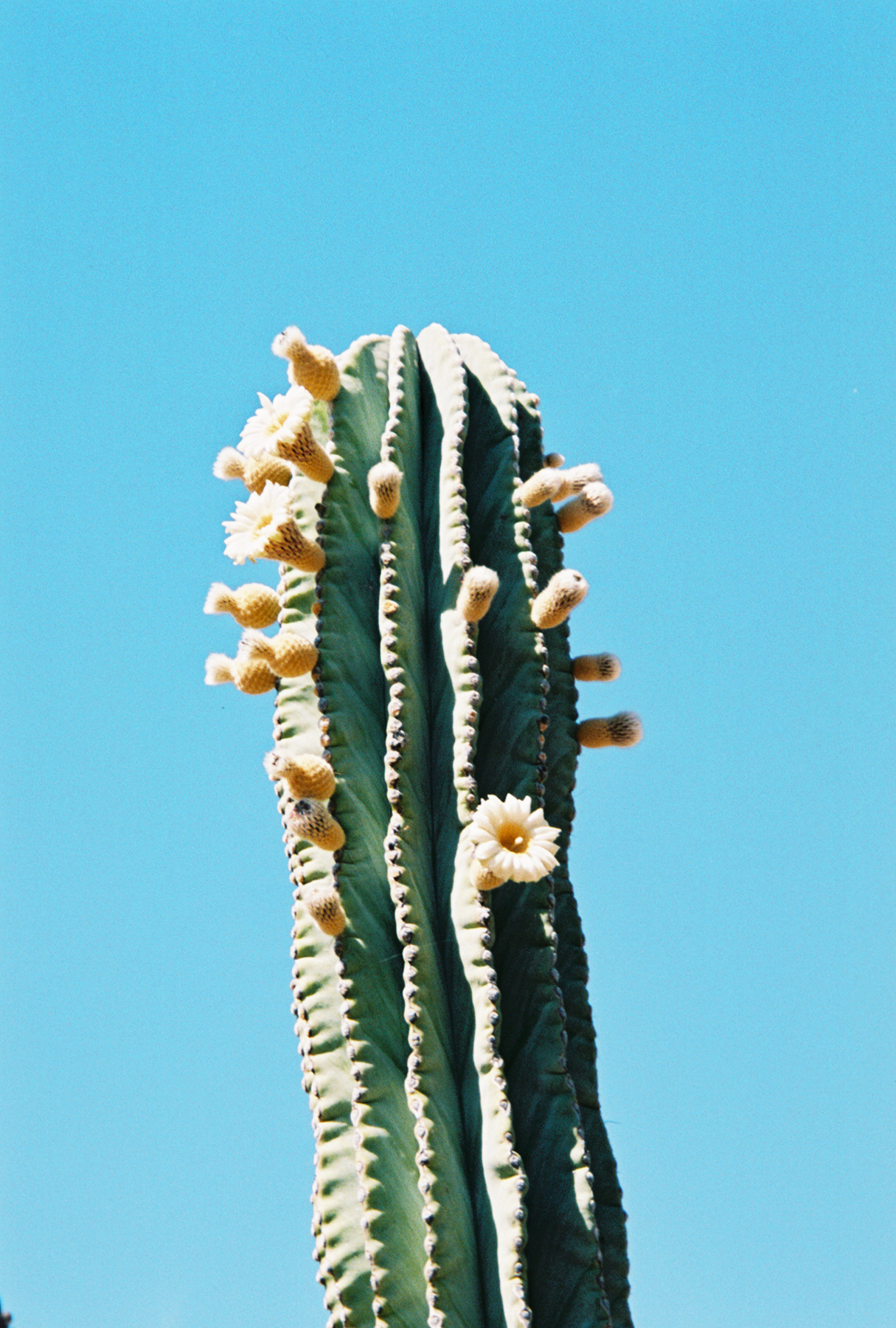
Pachycereus pringlei
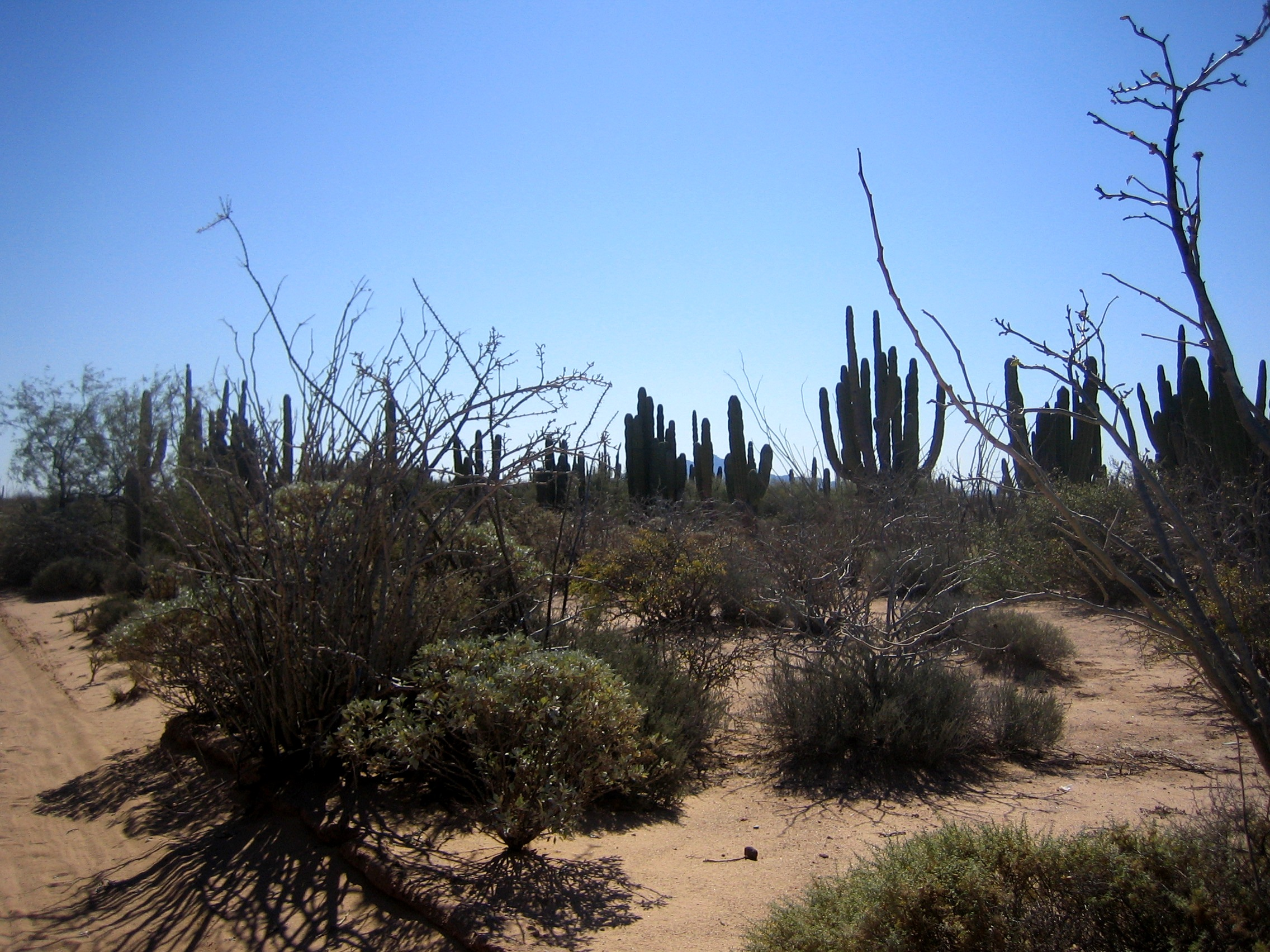
colônia de Pachycereus pringlei
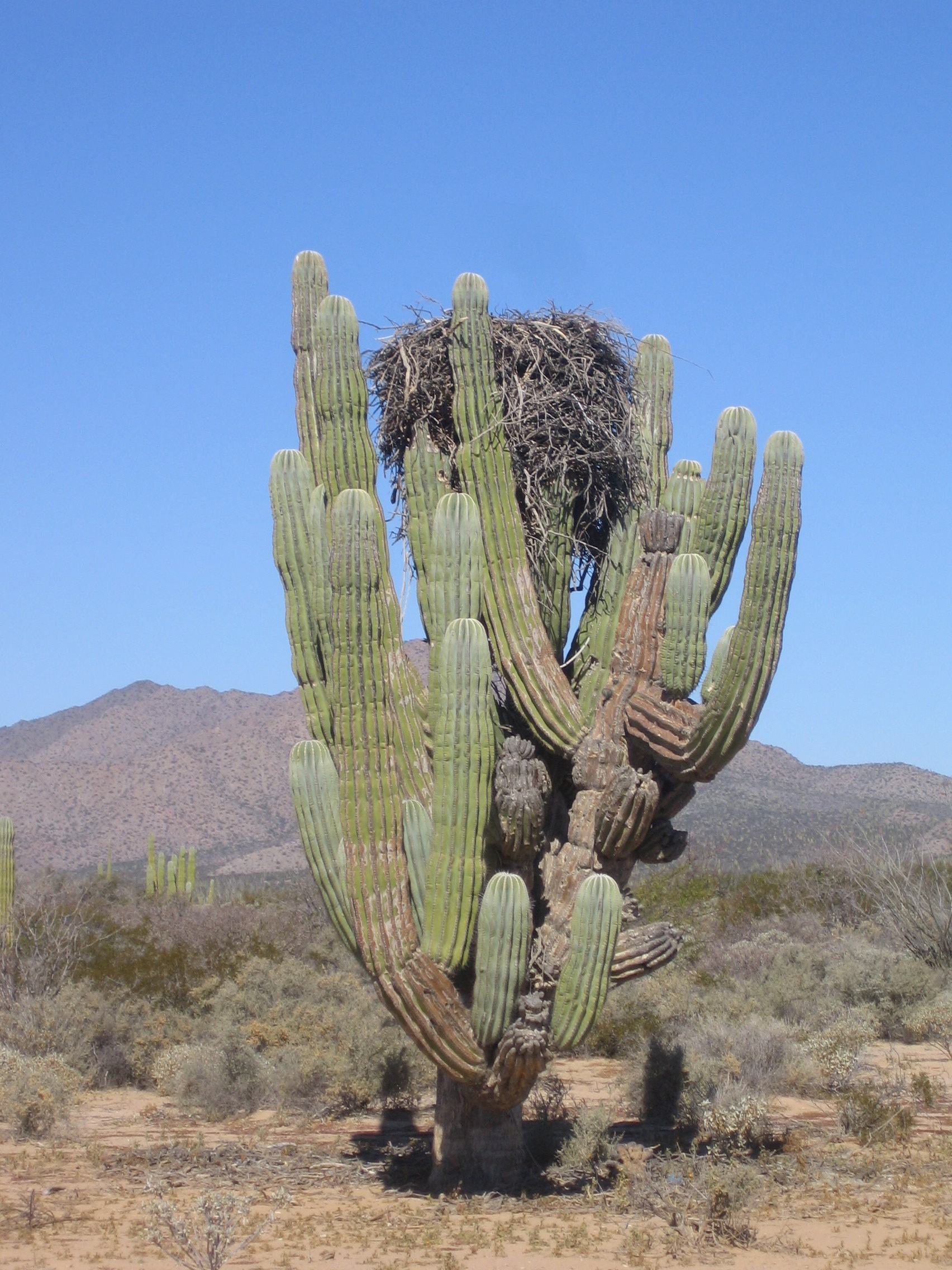
Pachycereus pringlei com ninho
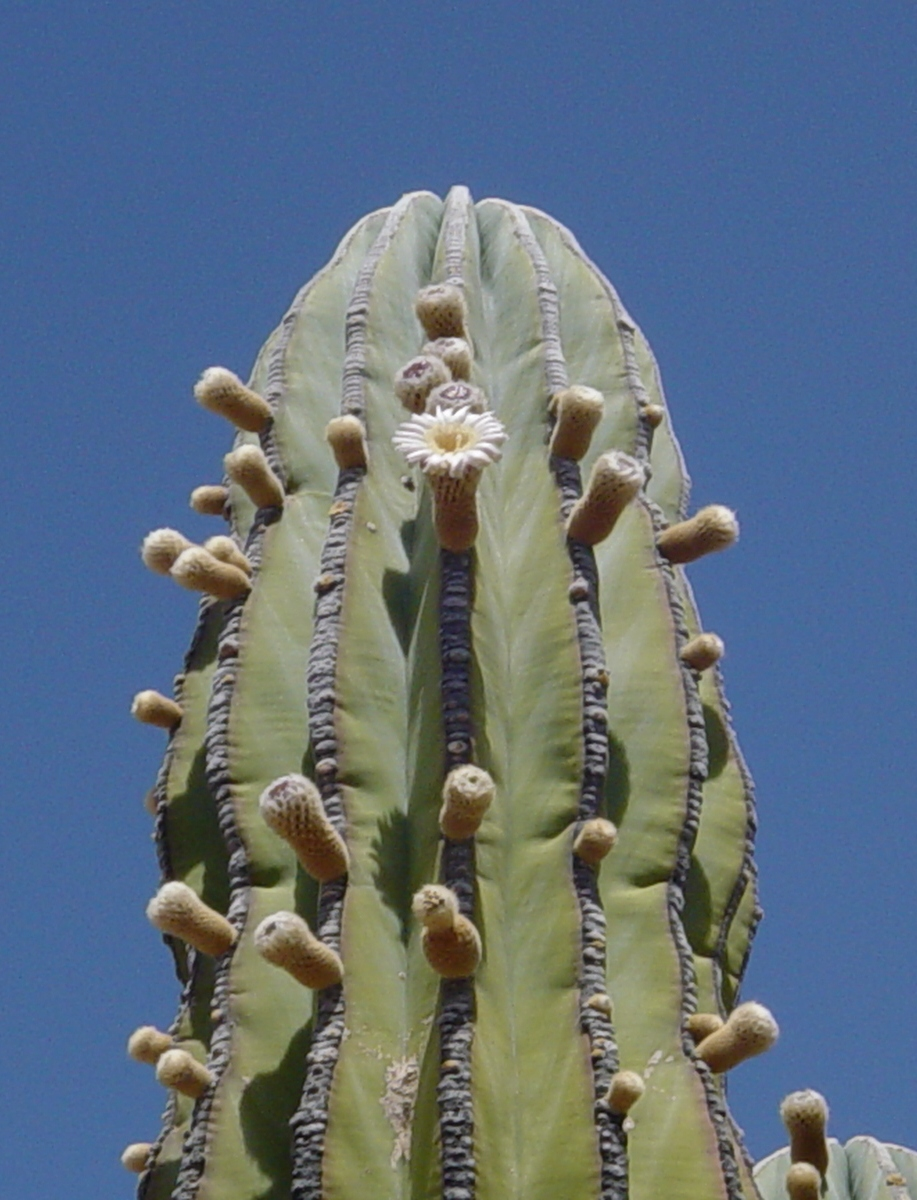
Pachycereus pringlei florido